# 第66回英国アカデミー賞
第66回英国アカデミー賞（だい66かいえいこくアカデミーしょう）は、2012年の映画を対象としており、2013年2月10日にロンドンのロイヤル・オペラ・ハウスで授賞式が行われた。

## ノミネート一覧
ノミネートは2013年1月9日に発表された。
| 作品賞 | 監督賞 |
| --- | --- |
| - 『アルゴ』 - 『レ・ミゼラブル』 - 『ライフ・オブ・パイ/トラと漂流した227日』 - 『リンカーン』 - 『ゼロ・ダーク・サーティ』 | - ベン・アフレック - 『アルゴ』 - キャスリン・ビグロー - 『ゼロ・ダーク・サーティ』 - ミヒャエル・ハネケ - 『愛、アムール』 - アン・リー - 『ライフ・オブ・パイ/トラと漂流した227日』 - クエンティン・タランティーノ - 『ジャンゴ 繋がれざる者』                                                           |
| 主演男優賞 | 主演女優賞 |
| - ダニエル・デイ＝ルイス - 『リンカーン』 - ベン・アフレック - 『アルゴ』 - ブラッドリー・クーパー - 『世界にひとつのプレイブック』 - ヒュー・ジャックマン - 『レ・ミゼラブル』 - ホアキン・フェニックス - 『ザ・マスター』                                                  | - エマニュエル・リヴァ - 『愛、アムール』 - ジェシカ・チャステイン - 『ゼロ・ダーク・サーティ』 - マリオン・コティヤール - 『君と歩く世界』 - ジェニファー・ローレンス - 『世界にひとつのプレイブック』 - ヘレン・ミレン - 『ヒッチコック』                                                                |
| 助演男優賞 | 助演女優賞 |
| - クリストフ・ヴァルツ - 『ジャンゴ 繋がれざる者』 - アラン・アーキン - 『アルゴ』 - ハビエル・バルデム - 『007 スカイフォール』 - フィリップ・シーモア・ホフマン - 『ザ・マスター』 - トミー・リー・ジョーンズ - 『リンカーン』                                             | - アン・ハサウェイ - 『レ・ミゼラブル』 - エイミー・アダムス - 『ザ・マスター』 - ジュディ・デンチ - 『007 スカイフォール』 - サリー・フィールド - 『リンカーン』 - ヘレン・ハント - 『セッションズ』 |
| オリジナル脚本賞 | 脚色賞 |
| - 『ジャンゴ 繋がれざる者』 - クエンティン・タランティーノ - 『愛、アムール』 - ミヒャエル・ハネケ - 『ザ・マスター』 - ポール・トーマス・アンダーソン - 『ムーンライズ・キングダム』 - ウェス・アンダーソン、ロマン・コッポラ - 『ゼロ・ダーク・サーティ』 - マーク・ボール | - 『世界にひとつのプレイブック』 - デヴィッド・O・ラッセル - 『アルゴ』 - クリス・テリオ - 『ハッシュパピー 〜バスタブ島の少女〜』 - ルーシー・アリバー、ベン・ザイトリン - 『ライフ・オブ・パイ/トラと漂流した227日』 - デヴィッド・マギー - 『リンカーン』 - トニー・クシュナー                          |
| 撮影賞 | 新人脚本家・監督・製作者賞 |
| - 『ライフ・オブ・パイ/トラと漂流した227日』 - 『アンナ・カレーニナ』 - 『レ・ミゼラブル』 - 『リンカーン』 - 『007 スカイフォール』 | - バート・レイトン（監督）、Dmitri Doganis（製作） - The Imposter - ジェームズ・ボビン（監督） - The Muppets - デクスター・フレッチャー（監督/脚本）、ダニー・キング（脚本） - Wild Bill - ティナ・ガラヴィ（監督/脚本） - I Am Nasrine - デヴィッド・モリス（監督）、Jaqui Morris（監督/製作） - McCullin |
| 英国作品賞 | ドキュメンタリー賞 |
| - 『007 スカイフォール』 - 『アンナ・カレーニナ』 - 『マリーゴールド・ホテルで会いましょう』 - 『レ・ミゼラブル』 - 『セブン・サイコパス』 | - 『シュガーマン 奇跡に愛された男』 - The Imposter - 『ボブ・マーリー ルーツ・オブ・レジェンド』 - McCullin - West of Memphis |
| 作曲賞 | 音響賞 |
| - 『007 スカイフォール』 - 『アンナ・カレーニナ』 - 『アルゴ』 - 『ライフ・オブ・パイ/トラと漂流した227日』 - 『リンカーン』 | - 『レ・ミゼラブル』 - 『ジャンゴ 繋がれざる者』 - 『ホビット 思いがけない冒険』 - 『ライフ・オブ・パイ/トラと漂流した227日』 - 『007 スカイフォール』 |
| プロダクションデザイン賞 | 特殊視覚効果賞 |
| - 『レ・ミゼラブル』 - 『アンナ・カレーニナ』 - 『ライフ・オブ・パイ/トラと漂流した227日』 - 『リンカーン』 - 『007 スカイフォール』 | - 『ライフ・オブ・パイ/トラと漂流した227日』 - 『アベンジャーズ』 - 『ダークナイト ライジング』 - 『ホビット 思いがけない冒険』 - 『プロメテウス』 |
| 衣裳デザイン賞 | メイクアップ&ヘア賞 |
| - 『アンナ・カレーニナ』 - Great Expectations - 『レ・ミゼラブル』 - 『リンカーン』 - 『スノーホワイト』 | - 『レ・ミゼラブル』 - 『アンナ・カレーニナ』 - 『ヒッチコック』 - 『ホビット 思いがけない冒険』 - 『リンカーン』 |
| 編集賞 | 非英語作品賞 |
| - 『アルゴ』 - 『ジャンゴ 繋がれざる者』 - 『ライフ・オブ・パイ/トラと漂流した227日』 - 『007 スカイフォール』 - 『ゼロ・ダーク・サーティ』 | - 『愛、アムール』 - 『ヘッドハンター』 - 『偽りなき者』 - 『君と歩く世界』 - 『最強のふたり』 |
| アニメ映画賞 | 短編アニメ賞 |
| - 『メリダとおそろしの森』 - 『フランケンウィニー』 - 『パラノーマン ブライス・ホローの謎』 | - The Making of Longbird - Here to Fall - I'm Fine Thanks |
| 短編映画賞 | EEライジング・スター賞 |
| - Swimmer - The Curse - Good Night - Tumult - The Voorman Problem | - ジュノー・テンプル - エリザベス・オルセン - アンドレア・ライズボロー - スラージ・シャルマ - アリシア・ヴィカンダー |

## 複数ノミネート
- 『リンカーン』 - 10
- 『レ・ミゼラブル』 - 9
- 『ライフ・オブ・パイ/トラと漂流した227日』 - 9
- 『007 スカイフォール』 - 8
- 『アルゴ』 - 7
- 『アンナ・カレーニナ』 - 6
- 『ジャンゴ 繋がれざる者』 - 5
- 『ゼロ・ダーク・サーティ』 - 4
- 『ザ・マスター』 - 4
- 『愛、アムール』 - 4
- 『ホビット 思いがけない冒険』 - 3
- 『世界にひとつのプレイブック』 - 3
- 『ヒッチコック』 - 2
- The Imposter - 2